# Liste von Kriegsgräberstätten in Mecklenburg-Vorpommern
Die Liste von Kriegsgräberstätten in Mecklenburg-Vorpommern benennt Kriegsgräberstätten in Mecklenburg-Vorpommern, Bundesrepublik Deutschland, ohne Anspruch auf Vollständigkeit.

## Liste
| Bezeichnung                | Ortschaft | Beschreibung | Foto |
| -------------------------- | --- | --- | ---- |
| Golm (Usedom)              | Usedom. Im östlichen Teil der Insel Usedom in der Gemeinde Garz nahe dem Dorf Kamminke dicht an der deutsch-polnischen Grenze. | Kriegsgräberstätte Golm: 6.000 bis 10.000 Bombenopfer (Zivilisten und Soldaten) in Massengräbern. Angriff auf Swinemünde vom 12. März 1945. |      |
| Friedhof Plau am See       | Plau am See | Ehrenfriedhof mit Gräbern von deutschen Soldaten und Zivilisten und sowjetischen Soldaten. |      |
| Friedhof Rerik             | Rerik | Italienischer Ehrenfriedhof und Gräber von 50 Einzelpersonen, davon 2 italienischer, 1 polnischer, 2 unbekannter und 45 deutscher Nationalität. |      |
| Sowjetischer Ehrenfriedhof | Stralsund | Der Ehrenfriedhof für Gefallene der Roten Armee befindet sich auf dem einstigen nördlichen Marienkirchhof zwischen der Marienkirche und dem Neuen Markt. Er wurde 1945 im Auftrag des sowjetischen Kommandanten angelegt. Ein von einer Mauer begrenzter Ehrenhain birgt Grabstätten von Sowjetsoldaten.  |      |
| Zentralfriedhof Stralsund  | Stralsund | Menschen, die beim Bombenangriff auf Stralsund am 6. Oktober 1944 umkamen, sind die ersten hier beigesetzten Toten. In den 1970er Jahren wurde zum Gedenken an die Opfer des Bombenangriffs von 1944 ein Ehrenhain angelegt. Dieser ist seit den späten 1990er Jahren eine anerkannte Kriegsgräberstätte. |      |